# 星空保護区
星空保護区（ほしぞらほごく、英：International Dark Sky Places）は、米国に本部を置く民間団体ダークスカイ　インターナショナル　旧国際ダークスカイ協会（IDA）が、光害の影響のない、暗く美しい夜空を保護・保存するための施策や教育等の取り組みを行っている団体等を奨励するために2001年に開始した星空保護区認定制度に基づいて指定された地区等である。「星空保護区」は、日本においては一般社団法人星空保護推進機構の登録商標である。

## 概要
星空保護区（International Dark Sky Places）には6つの区分があり、認定の基準は区分ごとに異なる。例えば、ダークスカイ・コミュニティ （International Dark Sky Communities）の場合、対象は市町村等の法的に組織されたコミュニティに限られる一方、星空の質に関する基準は課せられない。6区分合計で、2020年2月時点で130ヶ所が認定されている。

## 日本における動き
日本では、石垣市及び竹富町の申請に基づき、2018年3月30日に八重山列島の西表石垣国立公園の陸域が日本初の星空保護区（ダークスカイ・パーク）に認定された。ただし、認定基準を満たさない外灯が多数あるために暫定認定にとどまっており、石垣市及び竹富町は3年以内に改善し本認定を受けることを目指している。
2020年12月1日、かねてより認定を目指し条例改正を進めてきた東京都神津島村が日本で2番目の星空保護区（ダークスカイ・パーク）の認定を受けた。IDAは神津島村に対して特別に「ダークスカイ・アイランド」という呼称の使用も認めている。神津島村は正式認定となりこちらは日本初である。
2021年11月1日には美星町観光協会と協力して認定されるための活動を進めてきた岡山県井原市が審査委員会の全会一致で日本で3番目の星空保護区（ダークスカイ・コミュニティ）に認定をされた。コミュニティ部門としてはアジア初の認定である。
神津島や美星町などでは、街灯を光害対策型の新型のもの（国際ダークスカイ協会（IDA）基準の、上方光束率0%かつ、色温度3000K以下の仕様）に交換する、商店の看板照明や自販機の照明などを夜の一定の時間に消灯するなどの取り組みを行っている。
福井県大野市も星空保護区認定となる。
環境省では、民間による星空保護区等の取り組みとは別に、光害対策のための光害対策ガイドラインを定めている。